# Rasta Rasivhenge
Fhatuwani Rasivhenge, dit Rasta Rasivhenge, est un arbitre international de rugby à sept et arbitre de rugby à XV. Il arbitre sur le circuit mondial de rugby à sept depuis 2011. Depuis 2016, il arbitre le Super Rugby.

## Carrière
Rasta Rasivhenge est né à Johannesbourg en Afrique du Sud le 3 janvier 1986. Il débute l'arbitrage au niveau professionnel en 2010 pour la Vodacom Cup. L'année suivante, il arbitre en Currie Cup et fait ses débuts dans les World Series en rugby à sept. Il est sélectionné pour arbitrer l'épreuve de rugby à sept aux Jeux du Commonwealth 2014 qui se déroule en Écosse.
En 2014, Rasta Rasivhenge quitte la fédération sud-africaine de rugby à XV (SARU) pour la fédération australienne de rugby à XV (ARU), il représente ainsi l'Australie en tant qu'arbitre des World Series cette saison,.
Il revient en Afrique du Sud pour la saison 2015 de Currie Cup et il s'engage avec la SARU jusqu'en 2019. Au cours de cette édition, il arbitre un total de 8 matches et il est choisi pour arbitrer la finale entre les Golden Lions et la Western Province, il devient ainsi le plus jeune arbitre à faire cela à l'âge de 29 ans.
En octobre 2015, dans le cadre d'un échange entre la SARU et la fédération française de rugby à XV, Rasta Rasivhenge est invité pour arbitrer deux matches de rugby professionnels, le premier en Pro D2 entre l'AS Béziers et le Biarritz olympique, le second en Top 14 entre le Stade toulousain et le FC Grenoble.
En 2016, il est choisi pour intégrer les arbitres de Super Rugby. Il fait partie des arbitres retenus pour les Jeux olympiques 2016 où il est le seul à être choisi dans la compétition masculine et féminine.

## Palmarès et statistiques

### Rugby à XV
- 20 matches de Vodacom Cup
- 20 matches de Currie Cup dont la finale en 2015 (Golden Lions-Western Province)
- 1 match de Top 14 (Toulouse-Grenoble)
- 1 match de Pro D2 (Béziers-Biarritz)
- Super Rugby

### Rugby à sept
- World Rugby Sevens Series
- Jeux du Commonwealth en 2014
- Jeux olympiques ( et )